# So Long and Thanks for All the Shoes
So Long and Thanks for All the Shoes es el séptimo álbum de estudio de NOFX. Fue grabado en agosto de 1997 en Motor Studios, San Francisco, California y distribuido por la discográfica Epitaph.
El título ("Hasta luego, y gracias por los zapatos") se debe a que la banda, sin razón aparente, es bombardeada a menudo en sus conciertos por zapatos que lanza el público. También está relacionado con el libro de Douglas Adams, Hasta luego, y gracias por el pescado, perteneciente a la serie Guía del autoestopista galáctico. Otra forma y más seria de entenderlo, es como tributo a las ayudas y apoyo del público durante su vida musical. Reconocen que han llegado lejos y dan las gracias por ello, a los "zapatos para andar" que les han prestado, metafóricamente, los fanes. 
La canción "Champs Elysées" es una versión del tema original del francés Joe Dassin. Fat Mike en esta canción también canta en francés. "Falling in Love", la última pista del álbum, habla sobre la relación de Fat Mike y su esposa Erin, que pasaban por una etapa de crisis. "Flossing a Dead Horse" es una clara alusión al disco Flogging a Dead Horse, de los Sex Pistols. Lo mismo ocurre con "Kids of the K-Hole", "dedicada" a The Adolescents y su canción "Kids of the Black Hole".

## Listado de canciones[2]
1. "It's My Job to Keep Punk Rock Elite" – 1:21
2. "Kids of the K-Hole" – 2:17
3. "Murder the Government" – 0:46
4. "Monosyllabic Girl" – 0:55
5. "180 Degrees" – 2:10
6. "All His Suits Are Torn" – 2:19
7. "All Outta Angst" – 1:53
8. "I'm Telling Tim" – 1:17
9. "Champs Elysées" – 2:02
10. "Dad's Bad News" – 2:02
11. "Kill Rock Stars" – 1:33
12. "Eat the Meek" – 3:32
13. "The Desperation's Gone" – 2:25
14. "Flossing a Dead Horse" – 1:46
15. "Quart in Session" – 1:38
16. "Falling in Love" – 5:13
  - Contiene una pista oculta, en la que se puede escuchar un corte del programa de radio de Howard Stern, en donde se ríe del grupo.

## Créditos
- Fat Mike - Bajo, voces, compositor, productor
- Eric Melvin - Guitarra
- El Hefe - Guitarra, voces secundarias, trompeta
- Erik Sandin - Batería

- Serge Slovnik - Tuba, trombón
- Nate Albert - Guitarra
- Ryan Greene - Pandereta
- Spike Slawson - Voces secundarias
- Adam Crystal Boy - Voces secundarias